# 스트리트 파이터 알파
《스트리트 파이터 알파: 워리어즈 드림즈》은 캡콤이 제작한 1995년 2D 아케이드 대전 격투 게임이다. 1991년 《스트리트 파이터 II: 더 월드 워리어》 이후 처음 출시된 완전 신작이자 《스트리트 파이터》 본편 시리즈 세 번째 작품으로, 캡콤의 아케이드 기판 CP 시스템 II으로 개발됐다. 일본서는 《스트리트 파이터 제로》라는 제목으로 출시됐다.
시간대상으로 첫번째 《스트리트 파이터》와 《스트리트 파이터 II》 사이에 위치해있으며, 원래보다 어린 나이로 등장하는 기존 출연진과 더불어 《파이널 파이트》 시리즈의 인물들을 비롯한 새로운 플레이어 캐릭터들이 소개됐다. 《슈퍼 스트리트 파이터 II 터보》에서 처음 도입됐던 슈퍼 콤보 시스템을 확장해 더욱 신속하고 기술 혼합에 치중한 대전 방식을 채택했다. 캡콤의 동시대 격투 게임 《다크스토커즈》와 《엑스맨: 칠드런 오브 디 아톰》과 유사한 수채화풍 그래픽이 특징이다.
아케이드용으로 처음 출시된 후 캡콤의 가정용 게임기 CPS 차저로 동시 발매됐으며, 세가 새턴 및 플레이스테이션 이식판이 각각 1995년, 1996년에 출시됐다. 1999년에는 크로피쉬 인터랙티브가 개발한 게임보이 컬러 이식판이 출시됐다.

## 반응
일본 잡지 게임 머신 1995년 8월 1일자에서 《스트리트 파이터 알파》를 그 해 두 번째로 가장 성공적인 아케이드 게임으로 선정했다.

## 참조
1. ↑  영어: Street Fighter Alpha: Warriors' Dreams
2. ↑  영어: Street Fighter Zero, 일본어: ストリートファイター ZERO